# 北川和典
北川 和典（きたがわ かずのり、1968年3月24日 - ）はJRAの元騎手。現役当時は栗東トレーニングセンター所属で、平地競走と障害競走両方に騎乗していた。滋賀県出身。身長165センチメートル、 体重52キログラム、血液型A型。

## 来歴
1986年、第2期生として競馬学校騎手課程を卒業し、JRAの騎手免許を取得する。同期には熊沢重文、松永幹夫、横山典弘らがいる。JRA初騎乗は3月1日、第1回阪神3日目の第2競走で、5番人気のワンダーブライトンに騎乗して2着だった。5月4日、第3回京都6日目の第7競走で1番人気だったイブキミスタリで勝利しデビュー27戦目でJRA初勝利。デビュー年は合計2勝という成績だった。
1986年3月9日、サパテアード（4着）で障害レース初騎乗を果たし1987年8月1日にブラックウエーブで障害レース初勝利を挙げる。
1995年7月22日、第2回小倉3日目第9競走の小倉障害ステークスでリヴリユーに騎乗、2周目スタンド前の第6障害で落馬した。その際頭部を強打し小倉記念病院に運ばれたが意識不明の重体だった。
その後復帰を目指したが、後遺症が残り、結局叶わず、1998年2月28日付けで騎手を引退した。
騎手成績は1,351戦58勝であった。

## おもな騎乗馬
- エムアイブラン（1995年未勝利戦）